# Hermagoras cultratolobatus
Hermagoras cultratolobatus är en insektsart som först beskrevs av Brunner von Wattenwyl 1907.  Hermagoras cultratolobatus ingår i släktet Hermagoras och familjen Phasmatidae. Inga underarter finns listade i Catalogue of Life.